# Comitato Olimpico Nazionale degli Stati Federati della Micronesia
Il Comitato Olimpico Nazionale degli Stati Federati della Micronesia (noto anche come Federated States of Micronesia National Olympic Committee in inglese) è un'organizzazione sportiva micronesiana, nata nel 1995 a Palikir, Stati Federati di Micronesia.
Rappresenta questa nazione presso il Comitato Olimpico Internazionale (CIO) dal 1997 ed ha lo scopo di curare l'organizzazione ed il potenziamento dello sport in Micronesia e, in particolare, la preparazione degli atleti micronesiani, per consentire loro la partecipazione ai Giochi olimpici. L'associazione, inoltre, fa parte dei Comitati Olimpici Nazionali d'Oceania.
L'attuale presidente del comitato è Berney Martin, mentre la carica di segretario generale è occupata da Jim Tobin.